# Liste der Stolpersteine in Frankfurt-Sachsenhausen
Die Liste der Stolpersteine in Frankfurt am Main führt die vom Künstler Gunter Demnig verlegten Stolpersteine in Frankfurt am Main auf. Die Initiative Stolpersteine in Frankfurt am Main e. V. hat seit November 2003 die Verlegung von ca. 2000 Stolpersteinen, mindestens fünf Kopfsteinen und mindestens vier Stolperschwellen veranlasst. Die Initiative wird von der Stadt Frankfurt sowie von zahlreichen Institutionen, darunter das Jüdische Museum und das Institut für Stadtgeschichte unterstützt.
Die Steine erinnern an Menschen, die während der Zeit des Nationalsozialismus verfolgt, verhaftet, gequält, entrechtet, zur Flucht oder zum Suizid getrieben oder ermordet wurden. An ihrem letzten frei gewählten Wohnort in Frankfurt erinnern die Steine an alle Opfer des Nationalsozialismus: an Juden, Sinti und Roma, politisch Verfolgte, Zeugen Jehovas, Homosexuelle und Zwangsarbeiter, an als „asozial“ gebrandmarkte Menschen und an die Opfer der sogenannten „Euthanasie“-Morde an Kranken und Behinderten.
Im Oktober 2018 verlegte Gunter Demnig in Frankfurt den europaweit siebzigtausendsten Stein.
Die Stadtteile sind nach der Liste der Stadtteile von Frankfurt am Main angelegt. In den nicht gelisteten Stadtteilen liegen bislang keine Stolpersteine.
Über die hinter den Namen der Opfer liegenden Links lässt sich die zugehörige Biographie auf der Homepage der Stadt Frankfurt aufrufen.

## Liste
| Adresse                                               | Name                                | Verfolgungsschicksal | Verlegedatum                        | Bild                                                        | Anmerkung                                                   |
| ----------------------------------------------------- | ----------------------------------- | --- | ----------------------------------- | ----------------------------------------------------------- | ----------------------------------------------------------- |
| Eschenbachstraße 35 ·                                 | Stefan Leopold Demuth               | Stefan Leopold Demuth geb. 31.12.1904 Flucht: Juli 1938 London/England                                                                         | 1. Juli 2025                        |                                                             |                                                             |
| Eschenbachstraße 35 ·                                 | Lotte Demuth                        | Lotte Demuth geb. Stiebel geb. 2.11.1906 Flucht: August 1938 England                                                                           | 1. Juli 2025                        |                                                             |                                                             |
| Eschenbachstraße 35 ·                                 | Walter Gustav Demuth                | Walter Gustav Demuth geb. 18.1.1932 Flucht: August 1938 England                                                                                | 1. Juli 2025                        |                                                             |                                                             |
| Eschenbachstraße 35 ·                                 | Marion Ellen Demuth                 | Marion Ellen Demuth geb. 1.8.1937Flucht: August 1938 England                                                                                   | 1. Juli 2025                        |                                                             |                                                             |
| Ludwig-Rehn-Straße 9 · (ehemals Eschenbachstraße 9) · | Siegmund Morgenthal                 | Siegmund Morgenthal geb. 16.1.1868 Tod 13.7.1941                                                                                               | 1. Juli 2025                        |                                                             |                                                             |
| Ludwig-Rehn-Straße 9 · (ehemals Eschenbachstraße 9) · | Anna Morgenthal                     | Anna Morgenthal, geb. Oppenheimer geb. 24.4.1876 tod 16.6.1942                                                                                 | 1. Juli 2025                        |                                                             |                                                             |
| Ludwig-Rehn-Straße 9 · (ehemals Eschenbachstraße 9) · | Günther Morgenthal                  | Günther Morgenthal geb. 20.9.1906 Flucht: 1934 Südafrika                                                                                       | 1. Juli 2025                        |                                                             |                                                             |
| Ludwig-Rehn-Straße 9 · (ehemals Eschenbachstraße 9) · | Gerda „Gertie“ Morgenthal           | Gerda Morgenthal geb. 4.3.1899 Deportation: 24.9.1942 Raasiku tod unbekannt                                                                    | 1. Juli 2025                        |                                                             |                                                             |
| Ludwig-Rehn-Straße 9 · (ehemals Eschenbachstraße 9) · | Margot Ilse Morgenthal              | Margot Ilse Morgenthal geb. 5.9.1908 Deportation: Mai 1942 Region Lublin tod unbekannt                                                         | 1. Juli 2025                        |                                                             |                                                             |
| Ludwig-Rehn-Straße 9 · (ehemals Eschenbachstraße 9) · | Evelyn Irene Morgenthal             | Evelyn Irene Morgenthal geb. 5.9.1908 Flucht: 1939 USA                                                                                         | 1. Juli 2025                        |                                                             |                                                             |
| Ludwig-Rehn-Straße 9 · (ehemals Eschenbachstraße 9) · | Werner Morgenthal                   | Werner Morgenthal geb. 12.2.1910 Flucht: 1937 USA                                                                                              | 1. Juli 2025                        |                                                             |                                                             |
| Stresemannallee 20 ·                                  | Ernst Hausmann                      | Dr. Ernst Hausmann geb. 12.7.1906 Flucht 20. April 1933 Spanien Palästina, Italien, 1937 Argentinien                                           | 29. Okt. 2024                       |                                                             |                                                             |
| Offenbacher Landstraße 224 ·                          | Kurt Dehne                          | Pater Kurt Dehne SJ geb. 1901 Im christlichen Widerstand 1935 bis 1938 mehrfach verhaftet / verhört Redeverbot 1939 1943 KZ Dachau befreit     | 18. Jun. 2024                       |                                                             | siehe auch Wiki Artikel                                     |
| Offenbacher Landstraße 224 ·                          | Kurt Mathias von Leers              | Kurt Mathias von Leers geb. 1912 Im christlichen Widerstand verhaftet 1942 19.2.1943 KZ Dachau entlassen 18.10.1943 tot an Haftfolgen 3.8.1945 | 18. Jun. 2024                       |                                                             | siehe auch Wiki Artikel                                     |
| Burnitzstraße 7 ·                                     | Ella Ottilie Marckwald              | Ella Ottilie Marckwald geb. Hirschhorn geb. 1874 gedemütigt / entrechtet Flucht in den Tod 12. Sept. 1942                                      | 16. Jun. 2024                       |                                                             |                                                             |
| Schaumainkai 69 · (ehem. 67) ·                        | Margit Jacobi                       | Margit Jacobi geb. Schweitzer geb. 22.11.1881 Debortiert 15.9.1942 KZ Theresienstadt Tod 3.2.1943                                              | 04. März 2023                       |                                                             |                                                             |
| Schaumainkai 69 · (ehem. 67) ·                        | Erwin Jacobi                        | Erwin Jacobi geb. 21.9.1909 Flucht 1934 Palästina                                                                                              | 04. März 2023                       |                                                             |                                                             |
| Schaumainkai 69 · (ehem. 67) ·                        | Dora Margit Jacobi                  | Dora Margit Jacobi geb. 9.10.1912 Flucht in den Tod 24.1.1935                                                                                  | 04. März 2023                       |                                                             |                                                             |
| Stresemannallee 36 ·                                  | Friedrich Dessauer                  | Friedrich Dessauer geb. 19.7.1881 Flucht 1934 Türkei                                                                                           | 11. Juni 2022                       |                                                             | Siehe auch Wiki Artikel                                     |
| Stresemannallee 36 ·                                  | Elisabeth Dessauer                  | Elisabeth Dessauer, geb. Elshorst geb. 18.04.1975 Flucht 1934 Türkei                                                                           | 11. Juni 2022                       |                                                             |                                                             |
| Stresemannallee 36 ·                                  | Christoph Dessauer                  | Christoph Dessauer geb. 1923 Flucht 1934 Türkei                                                                                                | 11. Juni 2022                       |                                                             |                                                             |
| Stresemannallee 36 ·                                  | Maria Dessauer                      | Maria Dessauer geb. 1920 Flucht 1934 Türkei | 11. Juni 2022                       |                                                             | siehe auch Wiki Artikel                                     |
| Städelstraße 6 ·                                      | Else Leiffmann                      | Else Leiffmann, geb. Bry geb. 14.12.1884 Flucht 1939 USA                                                                                       | 11. Juni 2022                       |                                                             |                                                             |
| Städelstraße 6 ·                                      | Rolf Herbert Leiffmann              | Rolf Herbert Leiffmann geb. 24.08.1909 Flucht 2.8.1937 Holland Deportation: 15.7.1942 Westerbork 15.7.1942 Auschwitz tod 17.8.1942             | 11. Juni 2022                       |                                                             |                                                             |
| Städelstraße 6 ·                                      | Kurt Joachim Leiffmann              | Kurt Joachim Leiffmann geb. 15.12.1914 November 1938 Buchenwald Flucht Dezember 1938 USA                                                       | 11. Juni 2022                       |                                                             |                                                             |
| Stegstraße 53 ·                                       | Otto Wahl                           | Otto Wahl geb. 16.2.1910 eingewiesen 1940 Heilanstalt Eichberg verlegt 17.2.1941 Hadamar Ermordet 17.2.1941 Aktion T4                          | 6. Dez. 2022                        |                                                             |                                                             |
| Töplitzstr. 1 ·                                       | Alfred Siegfried Stern              | Alfred Siegfried Stern geb. ?.?.1885 Flucht 1939 England                                                                                       | 27. Juni 2022                       |                                                             |                                                             |
| Töplitzstr. 1 ·                                       | Ilse Stern                          | Ilse Stern geb. ?.?.1922 Flucht 1939 England                                                                                                   | 27. Juni 2022                       |                                                             |                                                             |
| Töplitzstr. 1 ·                                       | Antonie Stern                       | Antonie Stern geb. Liebmann geb. ?.?.1896 Flucht 1939 England                                                                                  | 27. Juni 2022                       |                                                             |                                                             |
| Burnitzstr. 1 ·                                       | Ernst Liebmann                      | Ernst Liebmann geb. ?.?.1892 Flucht 1938 England                                                                                               | 27. Juni 2022                       |                                                             |                                                             |
| Burnitzstr. 1 ·                                       | Alma Liebmann                       | Alma Liebmann geb. Lange geb. ?.?.1898 Flucht 1938 England                                                                                     | 27. Juni 2022                       |                                                             |                                                             |
| Burnitzstr. 1 ·                                       | Marianne Liebmann                   | Marianne Liebmann geb. ?.?.1928 Flucht 1938 England                                                                                            | 27. Juni 2022                       |                                                             |                                                             |
| Paul-Ehrlich-Straße 41 ·                              | Jakob Nussbaum                      | Jakob Nussbaum geb. 8.1.1873 Flucht 1933 Palästina tot 19.12.1936                                                                              | 10. Mai 2022                        |                                                             | siehe auch Wiki Eintrag                                     |
| Paul-Ehrlich-Straße 41 ·                              | Marie Nussbaum                      | Marie Nussbaum, geb. Grünebaum geb. 2.3.1893 Flucht 1933 Palästina                                                                             | 10. Mai 2022                        |                                                             |                                                             |
| Paul-Ehrlich-Straße 41 ·                              | Bernhard Nussbaum                   | Bernhard Nussbaum geb. 15.06.1917 Flucht 1933 Palästina tot 19.12.1936                                                                         | 10. Mai 2022                        |                                                             |                                                             |
| Paul-Ehrlich-Straße 41 ·                              | Elisabeth Nussbaum                  | Elisabeth Nussbaum geb. 14.11.1919 Flucht 1933 Palästina                                                                                       | 10. Mai 2022                        |                                                             |                                                             |
| Paul-Ehrlich-Straße 41 ·                              | Reinhold Nussbaum                   | Reinhold Nussbaum 05.03.1922 Flucht 1933 Palästina                                                                                             | 10. Mai 2022                        |                                                             |                                                             |
| Schulstraße 8 ·                                       | Siegmund Löbenstein                 | Siegmund Löbenstein geb. 15.11.1885 Deportation: 24./26.9.1942, Raasiku Tod unbekannt                                                          | 25. Juni 2019                       | Schulstr. 8 Loebenstein Siegmund                            |                                                             |
| Schulstraße 8 ·                                       | Luise Liselotte Löbenstein          | Luise Liselotte Löbenstein geb. 8.7.1925 Deportation: 24./26.9.1942, Raasiku Tod unbekannt                                                     | 25. Juni 2019                       | Schulstr. 8 Loebenstein Luise                               |                                                             |
| Schulstraße 8 ·                                       | Mally Löbenstein                    | Mally Löbenstein, geb. Rothschild geb. 9.12.1895 Deportation: 24./26.9.1942, Raasiku Tod unbekannt                                             | 25. Juni 2019                       | Schulstr. 8 Loebenstein Mally                               |                                                             |
| Schulstraße 8 ·                                       | Helmut Löbenstein                   | Helmut Löbenstein geb. 12.4.1924 Flucht: 1938 KindertransportSchweden Palästina                                                                | 25. Juni 2019                       | Schulstr. 8 Loebenstein Helmut                              |                                                             |
| Thorwaldsenstr. 20 ·                                  | Elisabeth Meister                   | Elisabeth Meister, geb. Michel geb. 4.2.1885 Haft 26.4.1943 KZ Auschwitz Tod 24.7.1943                                                         | 19. Mai 2018                        | Thorwaldsenstr. 20 Meister Elisabeth                        |                                                             |
| Stegstr. 36 ·                                         | Walter Neumann                      | Walter Neumann geb. 14.6.1881 Haft 1938 KZ Buchenwald Tod 14.11.1938                                                                           | 19. Mai 2018                        | Stegstr. 36, Walter Neumann                                 |                                                             |
| Rubensstr. 26 ·                                       | Charlotte Tuch                      | Charlotte Tuch geb. Sass geb. 20.6.1909 Flucht 1939 Belgien                                                                                    | 19. Mai 2018                        | Rubensstr. 26 Tuch Charlotte                                |                                                             |
| Rubensstr. 26 ·                                       | Georg Sass                          | Georg Sass geb. 4.1.1880 Haft 13.11. bis 14.12.1938 KZ Buchenwald Deportation 15.9.1942 KZ Theresienstadt Tod 19.4.1943                        | 19. Mai 2018                        | Rubensstr. 26 Sass Georg                                    |                                                             |
| Rubensstr. 26 ·                                       | Laura Sass                          | Laura Sass geb. Bonem geb. 5.12.1882 Deportation 15.9.1942 KZ Theresienstadt 16.5.1944 KZ Auschwitz Tod unbekannt                              | 19. Mai 2018                        | Rubensstr. 26 Sass Laura                                    |                                                             |
| Oppenheimer Str. 44 ·                                 | Ferdinand Kramer                    | Ferdinand Kramer geb. 22.1.1898 Berufsverbot: 1937 Flucht März 1938 USA                                                                        | 17. Mai 2018                        | Stolperstein Oppenheimer Str. 44 Kramer Ferdinand           | Siehe auch Wiki Artikel                                     |
| Oppenheimer Str. 44 ·                                 | Beate Kramer                        | Beate Kramer geb. Feith geb. 9.6.1905 (Berlin) Flucht März 1938 USA                                                                            | 17. Mai 2018                        | Oppenheimer Str. 44 Kramer Beate                            |                                                             |
| Hedderichstraße 42 ·                                  | Oscar Krieg                         | Oscar Krieg geb. 24.11.1884 verhaftet 1937 Zeugen Jehovas                                                                                      | 19. Mai 2016                        | Hedderichstr. 42 Krieg Oscar                                | Hedderichstr. 42 Krieg Oscar Grabstein                      |
| Dreikönigsstraße 35 ·                                 | Isidor von Halle                    | Isidor von Halle geb. 1.9.1903 deportiert 1943 Auschwitz Tot 2.1.1944                                                                          | 26. Jan. 2016 (Umverlegt nach hier) | Stolpersteine Dreikönigsstraße 35 Halle, Isidor von         | erste Verlegung am 21. Juni 2013 am "Mainkai 2", Altstadt · |
| Dreieichstraße 43/II ·                                | Wolf B. Margulies                   | Wolf B. Margulies geb. 19.11.1872 deportiert 18.8.1942 Theresienstadt 18.2.1943 Auschwitz Tod unbekannt                                        | 19. Okt 2015                        | Stolperst Dreieichstr. 43 Margulies Wolf B.                 |                                                             |
| Dreieichstraße 43/II ·                                | Jenny Margulies                     | Jenny Margulies geb. 11.12.1922 Flucht 1939 England                                                                                            | 19. Okt 2015                        | Stolperstein Dreieichstr. 43 Margulies Jenny                |                                                             |
| Dreieichstraße 43/II ·                                | Maurice Margulies                   | Maurice Margulies geb. 28.04.1920 Flucht 1939 England                                                                                          | 19. Okt 2015                        | Stolperstein Dreieichstr. 43 Margulies Moritz               |                                                             |
| Dreieichstraße 43/II ·                                | Cilly Margulies                     | Cilly Margulies geb. 22.3.1885 Tod 16.03.1941                                                                                                  | 19. Okt 2015                        | Stolperst. Dreieichstr. 43 Margulies Cilly                  |                                                             |
| Hans-Thoma-Str. 3/II ·                                | Kurt Oppenheimer                    | Kurt Oppenheimer geb. 4.5.1904 deportiert 14.6.1943 Auschwitz ermordet 30.10.1943                                                              | 17. Mai 2015                        | Stolperst Hans-Thoma-Str. 3 Oppenheimer Kurt                |                                                             |
| Unter den Kastanien 1 ·                               | Lydia Wertheimer                    | Lydia Wertheimer geb. 4.10.1884 deportiert 11.6.1942 Sobibor ermordet                                                                          | 17. Mai 2015                        | Stolperstein Unter den Kastanien 1 Wertheimer Lydia         |                                                             |
| Unter den Kastanien 1 ·                               | Martha Wertheimer                   | Martha Wertheimer geb. 22.10.1890 deportiert 11.6.1942 Sobibor ermordet                                                                        | 17. Mai 2015                        | Stolperstein Unter den Kastanien 1 Wertheimer Martha        | Siehe auch Wiki Artikel                                     |
| Brückenstraße 47 ·                                    | Hedwig Weis                         | Hedwig Weis geb. 20.3.1903 tod 5.2.1945 Suizid                                                                                                 | 16. Mai 2015                        | Brückenstr. 47 Hedwig Weis                                  |                                                             |
| Morgensternstraße 21 ·                                | Frieda Stadel geb. Hirsch           | Frieda Stadel geb. 14.2.1872 deportiert am 1.9.1942 nach Theresienstadt ermordet 10.1.1943                                                     | 16. Mai 2015                        | Stolperst Morgensternstr. 21 Stadel Frieda                  |                                                             |
| Löherstraße 21 ·                                      | Gertrud Adler                       | Gertrun Adler geb. 1.8.1937 deportiert 9.3.1943 Auschwitz ermordet 3.8.1944                                                                    | 3. Juni 2011                        | Stolperstein Löherstr. 21 Adler Gertrud                     |                                                             |
| Löherstraße 21 ·                                      | Gisela Adler                        | Gisela Adler geb. 18.8.1925 deportiert 9.3.1943 Auschwitz ermordet 3.8.1944                                                                    | 3. Juni 2011                        | Stolperstein Löherstr. 21 Adler Gisela                      |                                                             |
| Löherstraße 21 ·                                      | Heinz Adler                         | Heinz Adler JG. 1927 deportiert 9.3.1943 Auschwitz überlebte                                                                                   | 3. Juni 2011                        | Stolperstein Löherstr. 21 Adler Heinz                       |                                                             |
| Löherstraße 21 ·                                      | Herbert Adler                       | Herbert Adler geb. 18.11.1928 deportiert 9.3.1943 Auschwitz überlebte                                                                          | 3. Juni 2011                        | Stolperstein Löherstr. 21 Adler Herbert                     |                                                             |
| Löherstraße 21 ·                                      | Margrete Adler                      | Margrete Adler geb. Braun geb. 3.7.1903 deportiert 9.3.1943 Auschwitz ermordet 3.8.1944                                                        | 3. Juni 2011                        | Stolperstein Löherstr. 21 Adler Margarethe                  |                                                             |
| Löherstraße 21 ·                                      | Reinhold Adler                      | Reinhold Adler geb. 26.9.1898 deportiert 9.3.1943 Auschwitz ermordet 1.5.1943                                                                  | 3. Juni 2011                        | Stolperstein Löherstr. 21 Adler Reinhold                    |                                                             |
| Löherstraße 21 ·                                      | Rolf Adler                          | Rolf Adler JG. 1931 Lager Dieselstraße und Kruppstraße ermordet 3.11.1942                                                                      | 3. Juni 2011                        | Stolperstein Löherstr. 21 Adler Rolf                        |                                                             |
| Löherstraße 21 ·                                      | Ursula Adler                        | Ursula Adler geb. 30.10.1939 deportiert 9.3.1943 Auschwitz ermordet 3.8.1944                                                                   | 3. Juni 2011                        | Stolperstein Löherstr. 21 Adler Ursula                      |                                                             |
| Löherstraße 21 ·                                      | Wanda Michaelis geb. Adler          | Wanda Michaelis geb. Adler JG. 1924 deportiert 9.3.1943 Auschwitz ermordet 3.8.1944                                                            | 3. Juni 2011                        | Stolperstein Löherstr.21 Michaelis Wanda                    |                                                             |
| Hans-Thoma-Straße 24 ·                                | Frida Amram                         | Frida Amram geb. 6.10.1885 deportiert 25.7.1942 Ravensbrück deportiert Oktober 1942 Auschwitz ermordet 8.10.1942                               | 20. Juni 2013                       | Stolperstein Hans-Thoma-Str. 24 Amram Frida                 |                                                             |
| Hans-Thoma-Straße 24 ·                                | Julie Amram geb. Lomnitz            | Julie Amram geb. Lomnitz geb. 11.11.1857 deportiert 15.9.1942 Theresienstadt ermordet 30.10.1942                                               | 20. Juni 2013                       | Stolperstein Hans-Thoma-Str. 24 Amram Julie                 |                                                             |
| Hans-Thoma-Straße 24 ·                                | Goldine Hirschberg geb. Amram       | Goldine Hirschberg geb. Amram geb. 5.10.1894 deportiert 15.9.1942 Theresienstadt 28.10.1944 Auschwitz ermordet                                 | 20. Juni 2012                       | Stolperstein Hans-Thoma-Str. 24 Hirschberg Goldine          |                                                             |
| Hans-Thoma-Straße 24 ·                                | Seligmann Hirschberg                | Seligmann Hirschberg geb. 18.5.1894 deportiert 15.9.1942 Theresienstadt 28.10.1944 Auschwitz ermordet                                          | 20. Juni 2012                       | Stolperstein Hans-Thoma-Str. 24 Hirschberg Seligmann        |                                                             |
| Paul-Ehrlich-Straße 25a ·                             | Gretel Berndt geb. Katzenellenbogen | Gretel Berndt geb. Katzenellenbogen geb. 12.10.1893 gestorben 22.3.1944                                                                        | 3. Juni 2011                        | Stolperstein Paul-Ehrlich-Str. 25a Gretel Berndt            |                                                             |
| Morgensternstraße 36 ·                                | Isaac Ermann                        | Isaac Ermann geb. 4.8.1859 deportiert 1.9.1942 Theresienstadt ermordet 27.9.1942                                                               | 8. Mai 2010                         | Stolperstein Morgensternstraße 36 für Isaac Ermann          |                                                             |
| Morgensternstraße 36 ·                                | Sara Ermann geb. Elsässer           | Sara Ermann geb. Elsässer geb. 13.10.1869 Theresienstadt ermordet 23.5.1944                                                                    | 8. Mai 2010                         | Stolperstein Morgensternstraße 36 für Sara Ermann           |                                                             |
| Morgensternstraße 36 ·                                | Oswald Herbert Jakobi               | Oswald Herbert Jakobi geb. 17.9.1922 Frankreich Sommer 1942 Polen ermordet                                                                     | 8. Mai 2010                         | Stolperstein Morgensternstraße 36 für Oswald Herbert Jakobi |                                                             |
| Paul-Ehrlich-Straße 29 ·                              | Josef Haase                         | Josef Haase geb. 27.9.1869 deportiert 19.10.1941 Łódź ermordet 26.7.1942                                                                       | 3. Juni 2011                        | Stolperstein Paul-Ehrlich-Str. 29 Josef Haase               |                                                             |
| Laubestraße 6 ·                                       | Martha Habermehl geb. Levy          | Martha Habermehl geb. Levy geb. 16.5.1900 deportiert 14.6.1943 KZ Auschwitz ermordet 23.7.1943                                                 | 8. Mai 2010                         | Stolperstein Laubestraße 6 für Martha Habermehl             |                                                             |
| Kleine Brückenstraße 3 ·                              | Julius Heinemann                    | Julius Heinemann geb. 24.1.1888 deportiert 14.6.1943 KZ Auschwitz ermordet 23.7.1943                                                           | 3. Juni 2011                        | Stolperstein Kleine Brückenstraße 3 Julius Heinemann        |                                                             |
| Textorstraße 79 ·                                     | Gisela Herpe                        | Gisela Herpe geb. 6.6.1912 deportiert Mai 1942 Region Lublin ermordet                                                                          | 8. Mai 2010                         | Stolperstein Textorstraße 79 für Gisela Herpe               |                                                             |
| Textorstraße 79 ·                                     | Selma Herpe geb. Feld               | Selma Herpe geb. Feld geb. 5.3.1882 deportiert Mai 1942 Region Lublin ermordet                                                                 | 8. Mai 2010                         | Stolperstein Textorstraße 79 für Selma Herpe                |                                                             |
| Danneckerstraße 20 ·                                  | Käthe Hesse                         | Käthe Hesse geb. 25.7.1921 Flucht 1937 von Polen nach London Überlebte                                                                         | 12. Mai 2012                        | Stolperstein Danneckerstr. 20 Hesse Kaethe                  |                                                             |
| Danneckerstraße 20 ·                                  | Meta Hesse geb. Petzal              | Meta Hesse geb. Petzal geb. 7.12.1921 von Kielce 1940 Auschwitz ermordet                                                                       | 12. Mai 2012                        | Stolperstein Danneckerstr. 20 Hesse Meta                    |                                                             |
| Danneckerstraße 20 ·                                  | Kurt Josef Hesse                    | Kurt Josef Hesse geb. 21.9.1895 deportiert 1941 Auschwitz 25.1.1945 Mauthausen ermordet 23.2.1945                                              | 12. Mai 2012                        | Stolperstein Danneckerstr. 20 Hesse Josef                   |                                                             |
| Böcklinstraße 14 ·                                    | Georg Kalischer                     | Georg Kalischer geb. 5.6.1873 deportiert 11.11.1938 Buchenwald ermordet 1.12.1938                                                              | 8. Mai 2010                         | Stolpersteine Böcklingstraße 14 Georg Kalischer             | siehe auch Wiki Artikel                                     |
| Stresemannallee 7 ·                                   | Kurt Marx                           | Kurt Marx JG. 1912 1935 Flucht Schweiz 1937 USA überlebte                                                                                      | 3. Juli 2012                        | Stolperstein Stresemannallee 7 Marx Kurt                    |                                                             |
| Stresemannallee 7 ·                                   | Selma Marx geb. Freundenthal        | Selma Marx geb. Freundenthal JG. 1886 unbekannt ermordet 1.4.1940                                                                              | 3. Juli 2012                        | Stolperstein Stresemannallee 7 Marx Selma                   |                                                             |
| Stresemannallee 7 ·                                   | Walter Marx                         | Walter Marx JG. 1914 deportiert 1939 Dachau Flucht England überlebte                                                                           | 3. Juli 2012                        | Stolperstein Stresemannallee 7 Marx Walter                  |                                                             |
| Löherstraße 2 ·                                       | Martha Marx geb. Simon              | Martha Marx geb. Simon geb. 1.5.1880 deportiert 8.1.1944 Theresienstadt und Auschwitz ermordet                                                 | 12. Mai 2012                        | Stolpersteine Loeherstr. 2 Mayer, Martha                    |                                                             |
| Schulstraße 26 ·                                      | Günther Perlhefter                  | Günther Perlhefter geb. 7.9.1931 deportiert 3.6.1943 Hadamar ermordet 3.9.1943                                                                 | 12. Mai 2012                        | Stolpersteine Schulstr. 26 Perlhefter, Günther              |                                                             |
| Paul-Ehrlich-Straße 40 ·                              | Katharina Schmid geb. Reimann       | Katharina Schmid geb. Reimann geb. 1.1.1889 deportiert 1937 KZ Moringen, Ravensbrück 1941 Auschwitz 1945 Bergen-Belsen ermordet 22.2.1945      | 12. Mai 2012                        | Stolperstein Paul-Ehrlich-Str. 40 Schmid Katharina          |                                                             |
| Holbeinstraße 40 ·                                    | Helene Weiß geb. Scheuer            | Helene Weiß geb. Scheuer geb. 5.8.1882 deportiert 1.9.1942 Theresienstadt, 19.10.1941 Auschwitz ermordet 4.10.1944                             | 3. Juni 2011                        | Stolpersteine Holbeinstraße 40 Helene Weiss                 |                                                             |
| Holbeinstraße 40 ·                                    | Ludwig Weiß                         | Ludwig Weiß geb. 8.2.1873 deportiert 1.9.1942 Theresienstadt ermordet 19.9.1942                                                                | 3. Juni 2011                        | Stolpersteine Holbeinstraße 40 Ludwig Weiss                 |                                                             |
| Unter den Eichen 7 ·                                  | Nini Hess                           | Nini Hess geb. 21.8.1884 deportiert ? Auschwitz ermordet                                                                                       | 23. Juni 2014                       | Stolperstein Unter den Eichen 7 Hess Nina                   | siehe auf Wiki Artikel                                      |
| Unter den Eichen 7 ·                                  | Carry Hess                          | Carry Hess geb. 11.11.1889 Flucht 1933 Paris überlebt                                                                                          | 23. Juni 2014                       | Stolperstein Unter den Eichen 7 Hess Carry-Cornelia         | siehe auf Wiki Artikel                                      |
| Unter den Eichen 7 ·                                  | Lina Hess                           | Lina Hess geb. 17.5.1859 deportiert ? Theresienstadt ermordet 6.1.1943                                                                         | 23. Juni 2014                       | Stolperstein Unter den Eichen 7 Hess Lina                   |                                                             |
| Rubensstr. 24 ·                                       | Erna Berberich                      | Erna Berberich geb. 12.5.1896 deportiert ? Lodz ermordet                                                                                       | 23. Juni 2014                       | Stolperstein Rubensstr. 24 Rerberich Erna                   |                                                             |
| Rubensstr. 24 ·                                       | Moses Berberich                     | Moses Rerberich geb. 20.11.1888 deportiert ? Lodz ermordet                                                                                     | 23. Juni 2014                       | Stolperstein Rubensstr. 24 Rerberich Moses                  |                                                             |
| Kaulbachstraße 57 ·                                   | Caroline Fiege                      | Caroline Fiege geb. 31.12.1896 deportiert ? Auschwitz ermordet                                                                                 | 23. Juni 2014                       | Stolpersteine Kaulbachstr. 57                               |                                                             |
| Diesterwegstr. 7 ·                                    | Heinrich Ullmann                    | Heinrich Ullmann geb. 20.2.1888 deportiert ? Mauthausen ermordet                                                                               | 23. Juni 2014                       | Stolperstein Diesterwegstr. 7                               |                                                             |
| Bindingstraße 9 ·                                     | Otto Häuslein                       | Hier wohnte Otto Häuslein geb. 3.1.1911 Hinrichtung ermordet 26.9.1942                                                                         | 22. Juni 2014                       | Stolperstein Bindingstr. 9                                  | siehe auf Wiki Artikel                                      |
| Offenbacher Landstraße 9 ·                            | Julius Nees                         | Julius Nees geb. 28.9.1898 deportiert ? Preungesheim ermordet 24.6.1942                                                                        | 22. Juni 2014                       | Stolperstein Offenbacher Landstr. 9                         | Siehe auch Wiki Artikel                                     |
| Kennedyallee 89 ·                                     | Walter Neumann                      | Walter Neumann geb. 13.12.1892 Flucht 1936 nach England                                                                                        | 23. Juni 2014                       | Stolperstein Kennedyallee 89 Walter Neumann                 | Siehe auch Wiki Artikel                                     |
| Kennedyallee 89 ·                                     | Charlotte Neumann                   | Charlotte Neumann geb. ?.?.1897 Flucht 1936 nach England                                                                                       | 23. Juni 2014                       | Stolperstein Kennedyallee 89 Neumann Charlotte              |                                                             |
| Paul-Ehrlich-Straße 42 · (Georg-Speyer-Haus) ·        | Wilhelm Caspari                     | Wilhelm Caspari geb. 4.2.1872 deportiert ? Lodz ermordet 21.1.1944                                                                             | 23. Juni 2014                       | Stolperstein Paul-Ehrlich-Str. 42 Caspari Wilhelm           | Siehe auch Wiki Artikel                                     |
| Paul-Ehrlich-Straße 42 · (Georg-Speyer-Haus) ·        | Erwin Stilling                      | Erwin Stilling geb. 25.10.1882 deportiert ? Lodz ermordet                                                                                      | 23. Juni 2014                       | Stolperstein Paul-Ehrlich-Str. 42 Stilling Erwin            |                                                             |
| Paul-Ehrlich-Straße 42 · (Georg-Speyer-Haus) ·        | Eduard Strauß                       | Eduard Strauß geb. 18.2.1876 Flucht 1938 USA überlebte                                                                                         | 23. Juni 2014                       | Stolperstein Paul-Ehrlich-Str. 42 Strauss Eduard            | Siehe auch Wiki Artikel                                     |
| Paul-Ehrlich-Straße 42 · (Georg-Speyer-Haus) ·        | Hugo Bauer                          | Hugo Bauer geb. 29.5.1883 Flucht 1936 USA überlebte                                                                                            | 23. Juni 2014                       | Stolperstein Paul-Ehrlich-Str. 42 Bauer Hugo                |                                                             |
| Paul-Ehrlich-Straße 42 · (Georg-Speyer-Haus) ·        | Ferdinand Blum                      | Ferdinand Blum geb. 3.10.1865 Flucht 1939 Schweiz                                                                                              | 23. Juni 2014                       | Stolperstein Paul-Ehrlich-Str. 42 Blum Ferdinand            | siehe auch Wiki Artikel                                     |
| Kennedyallee 99 ·                                     | Gustav Georg Embden                 | Gustav Georg Embden geb. 10.11.1874 tot 25.7.1933                                                                                              | 17. Okt. 2014                       | Stolpersteine Kennedyallee 99                               | Siehe auch Wiki Artikel                                     |